# Lazy pod Makytou
Lazy pod Makytou (in ungherese Láz) è un comune della Slovacchia facente parte del distretto di Púchov, nella regione di Trenčín.